# Теория Большого взрыва (сезон 5)
Пятый сезон американского ситкома «Теория Большого взрыва», премьера которого состоялась на канале CBS 22 сентября 2011 года, а заключительная серия вышла 10 мая 2012 года, состоит из 24 эпизодов. 

## В ролях
| - Джонни Галэки — Леонард Хофстедтер - Джим Парсонс — Шелдон Купер - Кейли Куоко — Пенни - Саймон Хелберг — Говард Воловиц - Кунал Найяр — Раджеш Кутраппали - Маим Бялик — Эми Фара Фаулер - Мелисса Ройч — Бернадетт Ростенковски - Кристин Барански — Беверли Хофстедтер - Арти Манн — Прия Кутраппали - Брайан Джордж — В. М. Кутраппали - Элис Эмтер — Миссис Кутраппали - Уил Уитон в роли самого себя - Кевин Зусман — Стюарт Блум - Лори Меткалф — Мэри Купер - Джон Росс Боуи — Барри Крипке - Майк Массимино в роли самого себя - Джошуа Малина — Президент Сиберт - Верни Уотсон — Алтеа - Кейси Сэндер — Майк Ростенковски - Павел Лычников — Дмитрий Резинов - Стивен Хокинг в роли самого себя | - Брент Спайнер в роли самого себя - Леонард Нимой — Спок (голос) - Кэти Леклер — Эмили - Кортни Форд — Элис - Блейк Беррис — Кевин - Эшли Остин Моррис — Лора - Джош Бренер — Дэйл - Лэнс Барбер — Джимми Спекерман - Джонатан Шмок — Джонатан - Джим Тёрнер — преподобный Уайт - Беки О’Донохью — Сири - Линн Филипп Сибел — профессор Ротман - Питер Онорати — Анжела - Криселль Альмейда — Лакшми - Роберт Клотворти — Дэйв Рогер (голос) - Эми Толски — Джоан |

## Эпизоды
| № общий | № в сезоне | Название                                                                | Режиссёр        | Автор сценария | Дата премьеры    | Произв. код | Зрители в США (млн) |
| --- | ---------- | ----------------------------------------------------------------------- | --------------- | --- | ---------------- | ----------- | ------------------- |
| 88 | 1          | «Анализ рефлекса распущенности» «The Skank Reflex Analysis»             | Марк Сендроуски | Сюжет : Эрик Каплан, Мария Феррари и Энтони Дель Брокколо Телесценарий : Чак Лорри, Билл Прэди и Стивен Моларо         | 22 сентября 2011 | 3X6851      | 14.30               |
| Ребята переживают последствия совместной ночи Пенни и Раджа. Пенни волнуется, что надолго испортила отношения со своими друзьями, в то время как Шелдон берёт на себя управление пейнтбольной командой.                                                                                         |            |                                                                         |                 | |                  |             |                     |
| 89 | 2          | «Заразительная гипотеза» «The Infestation Hypothesis»                   | Марк Сендроуски | Сюжет : Билл Прэди, Стивен Моларо и Мария Феррари Телесценарий : Чак Лорри, Джим Рейнольдс и Стив Холланд              | 22 сентября 2011 | 3X6852      | 14.94               |
| Пенни приносит домой кресло, которое нашла на улице, что вызывает панику у Шелдона. В это время Леонард пытается оживить свой, ставший удалённым, роман с Прией. |            |                                                                         |                 | |                  |             |                     |
| 90 | 3          | «Экстраполяция тянущего паха» «The Pulled Groin Extrapolation»          | Марк Сендроуски | Сюжет : Чак Лорри, Эрик Каплан и Джим Рейнольдс Телесценарий : Билл Прэди, Стивен Моларо и Дэйв Гоетч                  | 29 сентября 2011 | 3X6853      | 14.74               |
| Леонард и Эми лучше узнают друг друга, в это время Говард и Бернадетт остаются на выходные с миссис Воловиц. |            |                                                                         |                 | |                  |             |                     |
| 91 | 4          | «Катализатор неугомонного пальца» «The Wiggly Finger Catalyst»          | Марк Сендроуски | Сюжет : Чак Лорри, Дэйв Гоетч и Энтони Дель Брокколо Телесценарий : Билл Прэди, Стивен Моларо и Стив Холланд           | 6 октября 2011   | 3X6854      | 13.92               |
| Радж наконец встречает девушку, с которой он может общаться. Проблема в том, что она вытягивает из него деньги. |            |                                                                         |                 | |                  |             |                     |
| 92 | 5          | «Влияние русской ракеты» «The Russian Rocket Reaction»                  | Марк Сендроуски | Сюжет : Билл Прэди, Стивен Моларо и Джим Рейнольдс Телесценарий : Чак Лорри, Эрик Каплан и Мария Феррари               | 13 октября 2011  | 3X6855      | 13.58               |
| Шелдон и Леонард получают приглашение на вечеринку в доме Уила Уитона, а Говарду выпадает внеземной шанс. В прямом смысле. |            |                                                                         |                 | |                  |             |                     |
| 93 | 6          | «Откровение ринита» «The Rhinitis Revelation»                           | Ховард Мюррей   | Сюжет : Чак Лорри, Эрик Каплан и Стив Холланд Телесценарий : Билл Прэди, Стивен Моларо и Джим Рейнольдс                | 20 октября 2011  | 3X6857      | 14.93               |
| Шелдон борется с друзьями за внимание своей матери, когда та приезжает к ним погостить. |            |                                                                         |                 | |                  |             |                     |
| 94 | 7          | «Флуктуации хорошего парня» «The Good Guy Fluctuation»                  | Марк Сендроуски | Сюжет : Чак Лорри, Дэйв Гоетч и Мария Феррари Телесценарий : Билл Прэди, Стивен Моларо и Стив Холланд                  | 27 октября 2011  | 3X6856      | 14.54               |
| Леонард пробует быть «плохим парнем», заигрывая с девушкой в магазине комиксов. Друзья напугали Шелдона на Хеллоуин, и теперь он намерен разыграть их в ответ. |            |                                                                         |                 | |                  |             |                     |
| 95 | 8          | «Перестановка уединения» «The Isolation Permutation»                    | Марк Сендроуски | Сюжет : Чак Лорри, Эрик Каплан и Тара Эрнандес Телесценарий : Билл Прэди, Стивен Моларо и Стив Холланд                 | 3 ноября 2011    | 3X6858      | 15.98               |
| Эми переживает о том, что Бернадетт и Пенни идут покупать свадебное платье без неё. |            |                                                                         |                 | |                  |             |                     |
| 96 | 9          | «Распространение орнитофобии» «The Ornithophobia Diffusion»             | Марк Сендроуски | Сюжет : Чак Лорри, Дэйв Гоетч и Энтони Дель Брокколо Телесценарий : Билл Прэди, Стивен Моларо и Эрик Каплан            | 10 ноября 2011   | 3X6859      | 15.89               |
| Леонард и Пенни решают по-дружески сходить в кино. Шелдон пытается избавиться от птицы, которую он боится, с помощью Эми и Бернадетт. |            |                                                                         |                 | |                  |             |                     |
| 97 | 10         | «Приобретение горящей плевательницы» «The Flaming Spittoon Acquisition» | Марк Сендроуски | Сюжет : Чак Лорри, Стивен Моларо и Дэйв Гоетч Телесценарий : Билл Прэди, Джим Рейнольдс и Стив Холланд                 | 17 ноября 2011   | 3X6860      | 15.05               |
| Шелдон собирается обсудить с Эми переход их отношений на новый уровень после того, как Стюарт из магазина комиксов приглашает её на свидание. |            |                                                                         |                 | |                  |             |                     |
| 98 | 11         | «Возвращение Спекермана» «The Speckerman Recurrence»                    | Энтони Рич      | Сюжет : Чак Лорри, Билл Прэди и Стив Холланд Телесценарий : Стивен Моларо, Эрик Каплан и Энтони Дель Брокколо          | 8 декабря 2011   | 3X6861      | 14.02               |
| Леонард должен встретиться лицом к лицу со своим школьным обидчиком. |            |                                                                         |                 | |                  |             |                     |
| 99 | 12         | «Уловка с блестящей безделушкой» «The Shiny Trinket Maneuver»           | Марк Сендроуски | Сюжет : Чак Лорри, Стив Холланд, Тара Эрнандес Телесценарий : Билл Прэди, Стивен Моларо и Джим Рейнольдс               | 12 января 2012   | 3X6862      | 16.13               |
| Эми разочарована тем, что Шелдон не поздравил её с успехами на работе. Говард в это время узнаёт нечто новое об отношении Бернадетт к детям. |            |                                                                         |                 | |                  |             |                     |
| 100 | 13         | «Гипотеза о рекомбинации» «The Recombination Hypothesis»                | Марк Сендроуски | Сюжет : Чак Лорри Телесценарий : Билл Прэди и Стивен Моларо                                                            | 19 января 2012   | 3X6863      | 15.83               |
| Леонард, расставшись с Прией, приглашает Пенни на романтическое свидание. |            |                                                                         |                 | |                  |             |                     |
| 101 | 14         | «Запуск бета-теста» «The Beta Test Initiation»                          | Марк Сендроуски | Сюжет : Чак Лорри, Стивен Моларо и Эрик Каплан Телесценарий : Билл Прэди, Дэйв Гоетч и Мария Феррари                   | 26 января 2012   | 3X6864      | 16.13               |
| Леонард и Пенни экспериментируют со свиданиями, а в это время Радж развивает странные отношения с виртуальным помощником из своего телефона. |            |                                                                         |                 | |                  |             |                     |
| 102 | 15         | «Заключение дружбы» «The Friendship Contraction»                        | Марк Сендроуски | Сюжет : Чак Лорри, Эрик Каплан и Джим Рейнольдс Телесценарий : Билл Прэди, Стивен Моларо и Стив Холланд                | 2 февраля 2012   | 3X6865      | 16.54               |
| Эгоистичные запросы Шелдона заставляют Леонарда переосмыслить их дружеские отношения, а Говард пытается выбрать для себя никнейм астронавта. |            |                                                                         |                 | |                  |             |                     |
| 103 | 16         | «Проблема отпуска» «The Vacation Solution»                              | Марк Сендроуски | Сюжет : Чак Лорри, Энтони Дель Брокколо и Тара Эрнандес Телесценарий : Билл Прэди, Стивен Моларо и Мария Феррари       | 9 февраля 2012   | 3X6866      | 16.21               |
| Когда босс Шелдона, Сиберт вынуждает его взять принудительный отпуск, в связи с чем Купер решает поработать в лаборатории Эми, он неприятно удивлён, что не силён в биологии. Тем временем Говард и Бернадетт по настоянию её отца сталкиваются с необходимостью подписать брачный договор.     |            |                                                                         |                 | |                  |             |                     |
| 104 | 17         | «Дезинтеграция Ротмана» «The Rothman Disintegration»                    | Марк Сендроуски | Сюжет : Чак Лорри, Билл Прэди и Стив Холланд Телесценарий : Стивен Моларо, Эрик Каплан и Джим Рейнольдс                | 16 февраля 2012  | 3X6867      | 15.65               |
| Когда в университете освобождается кабинет, Шелдон должен бороться за него со своим заклятым врагом, Крипке. Тем временем подарок Эми ставит Пенни в неловкое положение. |            |                                                                         |                 | |                  |             |                     |
| 105 | 18         | «Трансформация оборотня» «The Werewolf Transformation»                  | Марк Сендроуски | Сюжет : Чак Лорри, Тодд Крэйг и Гэри Торвинен Телесценарий : Билл Прэди, Стивен Моларо, Джим Рейнольдс и Мария Феррари | 23 февраля 2012  | 3X6868      | 16.20               |
| Жизнь Шелдона переворачивается с ног на голову после того, как его парикмахер заболел. Между тем, подготовка космонавтов заставляет Воловитца пересмотреть своё решение отправиться в космос.                                                                                                   |            |                                                                         |                 | |                  |             |                     |
| 106 | 19         | «Круговерть на выходных» «The Weekend Vortex»                           | Марк Сендроуски | Сюжет : Чак Лорри, Билл Прэди и Tara Hernandez Телесценарий : Стивен Моларо, Эрик Каплан и Стив Холланд                | 8 марта 2012     | 3X6869      | 15.04               |
| Шелдон предпочитает играть в видеоигры с парнями, а не идти с Эми на вечеринку по случаю дня рождения её тёти. |            |                                                                         |                 | |                  |             |                     |
| 107 | 20         | «Неисправный телепорт» «The Transporter Malfunction»                    | Марк Сендроуски | Сюжет : Чак Лорри, Билл Прэди и Мария Феррари Телесценарий : Стивен Моларо, Джим Рейнольдс и Стив Холланд              | 29 марта 2012    | 3X6870      | 13.96               |
| В качестве благодарности Пенни покупает Леонарду и Шелдону коллекционные версии телепорта из «Звёздного пути», из-за чего Шелдона начинает преследовать мистер Спок. Тем временем, Радж решил, что встретил «будущую миссис Кутраппали» после того, как его родители подписали его на свидание. |            |                                                                         |                 | |                  |             |                     |
| 108 | 21         | «Возбуждение Хокинга» «The Hawking Excitation»                          | Марк Сендроуски | Сюжет : Билл Прэди, Стивен Моларо и Стив Холланд Телесценарий : Чак Лорри, Эрик Каплан и Мария Феррари                 | 5 апреля 2012    | 3X6871      | 13.29               |
| Когда Говард начинает работать со Стивеном Хокингом, Шелдон готов сделать всё, чтобы встретиться со своим героем. |            |                                                                         |                 | |                  |             |                     |
| 109 | 22         | «Конвергенция мальчишника» «The Stag Convergence»                       | Питер Чакос     | Сюжет : Билл Прэди, Стив Холланд и Эрик Каплан Телесценарий : Чак Лорри, Стивен Моларо и Джим Рейнольдс                | 26 апреля 2012   | 3X6872      | 12.65               |
| Бернадетт пересматривает своё решение выйти замуж за Говарда, узнав о его сексуальной жизни в прошлом. |            |                                                                         |                 | |                  |             |                     |
| 110 | 23         | «Ускорение запуска» «The Launch Acceleration»                           | Марк Сендроуски | Сюжет : Чак Лорри, Стивен Моларо и Джим Рейнольдс Телесценарий : Билл Прэди, Стив Холланд и Мария Феррари              | 3 мая 2012       | 3X6873      | 13.91               |
| Когда NASA переносит дату запуска полёта Говарда, под угрозой оказывается дата церемонии бракосочетания. При этом Говарду приходится иметь дело с разгневанным отцом невесты. Между тем в спальне Леонард говорит Пенни кое-что удивительное.                                                   |            |                                                                         |                 | |                  |             |                     |
| 111 | 24         | «Отражение обратного отсчета» «The Countdown Reflection»                | Марк Сендроуски | Сюжет : Билл Прэди, Эрик Каплан и Стив Холланд Телесценарий : Чак Лорри, Стивен Моларо и Джим Рейнольдс                | 10 мая 2012      | 3X6874      | 13.72               |
| Говард и Бернадетт приходят к общему желанию пожениться до того, как NASA отправит Воловица на миссию, и вся компания торопится в кратчайшие сроки устроить свадьбу. |            |                                                                         |                 | |                  |             |                     |